# Surprise Moriri
Surprise Moriri est un footballeur sud-africain né le 20 mars 1980 à Matibidi. Il est attaquant.
Il a participé à la Coupe d'Afrique des nations 2008 avec l'équipe d'Afrique du Sud.

## Carrière
- 2002-2004 :  Platinum Stars
- 2004-2016 :  Mamelodi Sundowns
- 2016-     :  Highlands Park

## Palmarès
- 34 sélections et 5 buts en équipe d'Afrique du Sud depuis 2004
- Champion d'Afrique du Sud en 2006, 2007 et 2014 avec Mamelodi Sundowns
- Vainqueur de la Coupe d'Afrique du Sud en 2008 avec Mamelodi Sundowns (finaliste en 2007)